# Brouwerij Van Eecke
Brouwerij Van Eecke, ook bekend als Brouwerij Gouden Leeuw, is een Belgische familiebrouwerij in Watou, een deelgemeente van Poperinge. 

## Geschiedenis
In 1624 is de brouwerij ontstaan als kasteelbrouwerij voor de Graaf van Watou.
De brouwerij kreeg na de Tweede Wereldoorlog bekendheid met haar lijn abdijbieren Kapittel.
Het paradepaardje van het bedrijf is het Poperings Hommelbier, een blond bovengistend bier van 7,5%, dat sinds 1991 op de markt is. Het gaat om een goedgehopt bier, vandaar ook de naam: hommel betekent hop in de plaatselijke streektaal. Hommelbier is niet alleen populair in de Westhoek, maar is ook buiten de eigen regio goed verkrijgbaar. Het wordt gebrouwen bij Van Eecke, maar de lagering en afvulling gebeurt bij Brouwerij Het Sas in Boezinge. Brouwerij Van Eecke en brouwerij Het Sas hebben een zeer nauwe samenwerking.

## Leroy Breweries
Sinds november 2016 heeft de samenwerking met Brouwerij Het Sas een nieuwe dimensie gekregen onder de naam van Leroy Breweries. Beide brouwerijen gaan verder onder deze overkoepelende naam door het leven.

## Bieren
Onderstaande bieren worden door Van Eecke gebrouwen:
- Kapittel Pater - 6%
- Kapittel Dubbel - 7,5%
- Kapittel Prior - 9%
- Kapittel Tripel Abt - 10%
- Kapittel Blond - 6,5%
- Kapittel Winter - 7,8%
- Poperings Hommelbier - 7,5%
- Hommelbier Fresh Harvest - 7,5%
- Hommelbier Dry Hopped - 7,5%
- Vlasbier - 6,5%
- Watou's Wit - 5%